# Duncan Dokiwari
Duncan Dalnajeneso Danagogo Dokiwari (Buguma, 15 de octubre de 1972) es un deportista nigeriano que compitió en boxeo. Participó en los Juegos Olímpicos de Atlanta 1996, obteniendo una medalla de bronce en el peso superpesado.

## Palmarés internacional
| Juegos Olímpicos | Juegos Olímpicos         | Juegos Olímpicos  | Juegos Olímpicos |
| Año              | Lugar                    | Medalla           | Categoría        |
| ---------------- | ------------------------ | ----------------- | ---------------- |
| 1996             | Atlanta (Estados Unidos) | Medalla de bronce | +91 kg           |